# Tanija
Tanija je žensko osebno ime

## Izvor imena
Ime Tanija je izpeljanka iz ruskega imena Tanja.

## Pogostost imena
Po podatkih Statističnega urada Republike Slovenije je bilo na dan 31. decembra 2007 Sloveniji 27 oseb z imenom Tanija.

## Osebni praznik
V koledarju je ime Tanija uvrščeno k imenu Tanja odnosno Tatjana, god - praznujejo 12. januarja.